# St. Johannes der Täufer (Łankiejmy)
Die Kirche St. Johannes der Täufer in Łankiejmy (deutsch Langheim) ist ein Bauwerk aus dem Ende des 14. Jahrhunderts. Bis 1945 war sie gottesdienstliches Zentrum für den Sprengel Langheim der vereinigten evangelischen Kirchengemeinden Langheim-Gudnick in Ostpreußen und ist heute katholische Pfarrkirche der Pfarrei Łankiejmy in der polnischen Woiwodschaft Ermland-Masuren.

## Geographische Lage
Łankiejmy liegt am Flüsschen Zaine (polnisch Sajna) im Norden der Woiwodschaft Ermland-Masuren, 21 Kilometer nordwestlich der Kreisstadt Kętrzyn (deutsch Rastenburg). Durch das Dorf verläuft die Woiwodschaftsstraße 592 (frühere deutsche Reichsstraße 135) zwischen Giżycko (Lötzen) und Bartoszyce (Bartenstein). Das Dorf ist außerdem Bahnstation an der Bahnstrecke Posen–Toruń–Korsze.
Der Standort der Kirche befindet sich südlich der Hauptstraße unweit der Einmündung der Nebenstraße aus Trzeciaki (Dreihöfen) und Wygoda (Heinriettenhof).

## Kirche

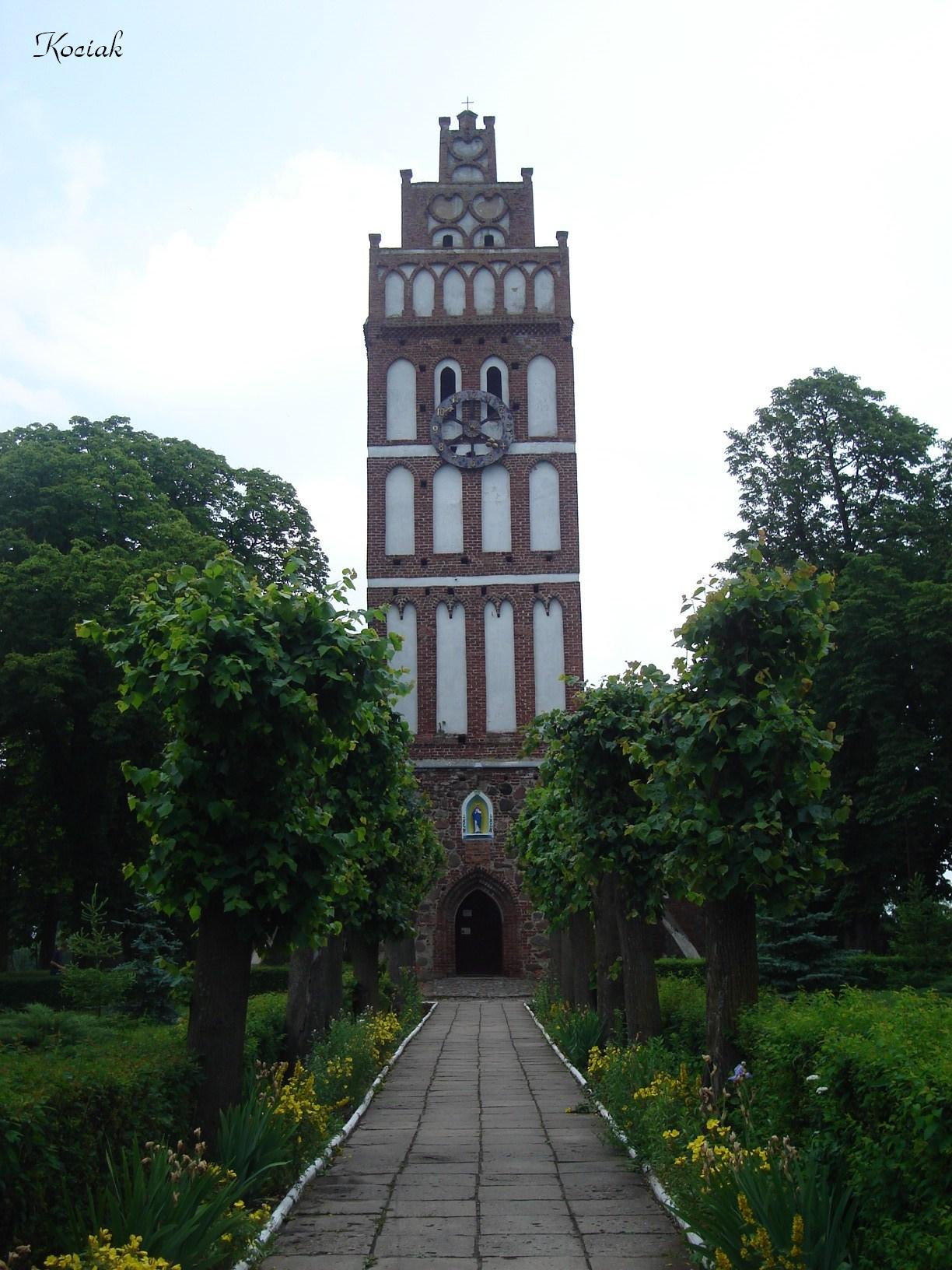
Blick auf den Kirchturm

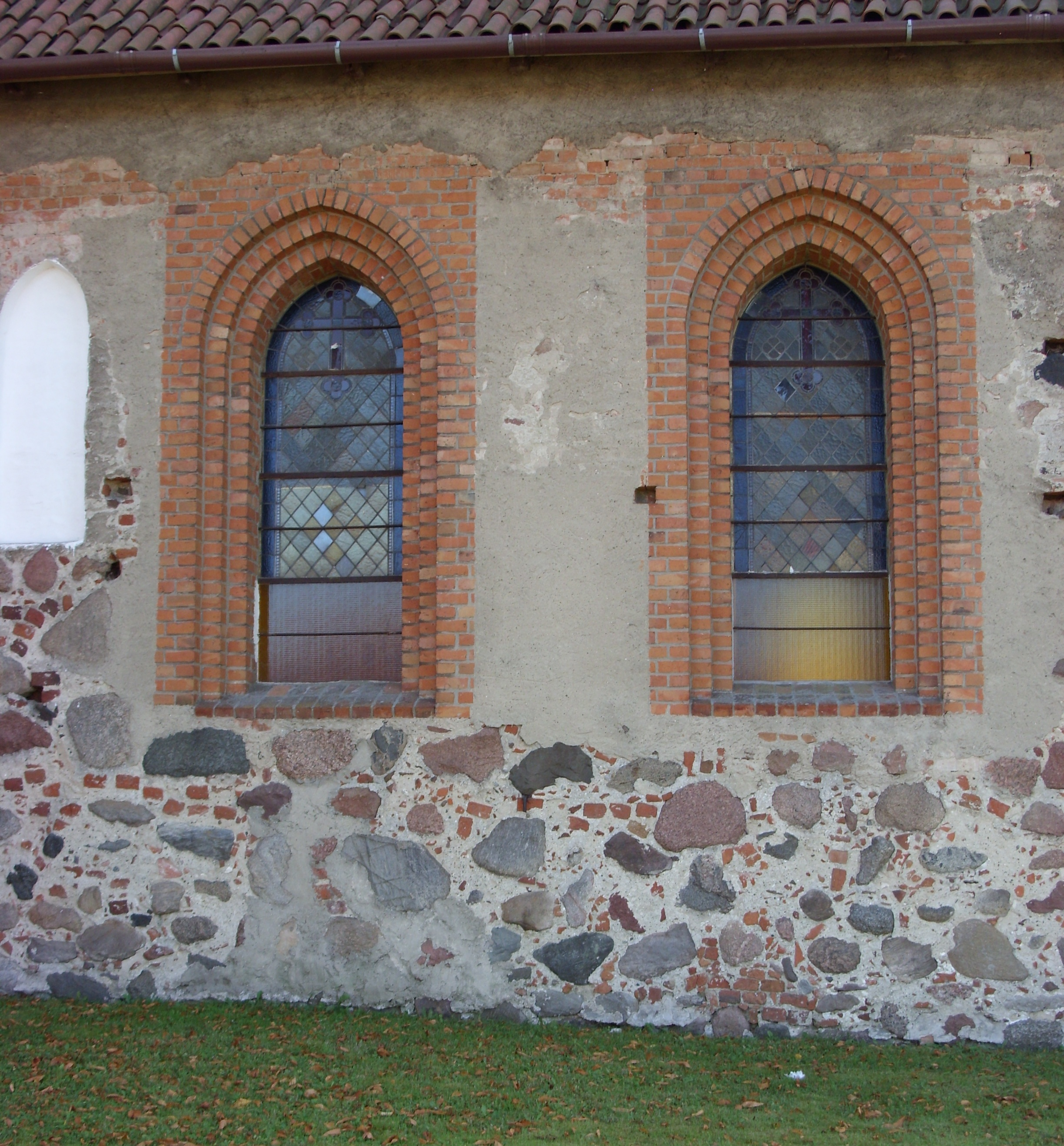
Feldsteinfundament auf der Südseite der Kirche

Die Kirche im ehemaligen Langheim wurde Ende des 14. Jahrhunderts – wohl zwischen 1375 und 1400 – unter der Schirmherrschaft der Familie Truchseß von Wetzhausen errichtet. Es handelt sich um einen chorlosen Bau aus Feld- und Backsteinen mit einem schönen Staffelgiebel an der Ostwand.
Der Kirchturm ist etwa hundert Jahre später vorgesetzt worden – mit Feldsteinen im Unterbau. Die oberen drei Stockwerke sind gemauert und an zwei oberen Seiten mit Staffelgiebeln verziert. Aus dem Jahre 1772 stammen die Zifferblätter für die Uhr auf den vier Seiten des Turms. Sie wurden von der Patronatsfamilie von der Groeben gestiftet.
Im Süden ist an die Kirche eine Vorhalle angebaut, im Norden die Sakristei und daneben ein Gruftgewölbe.
Die Kirche in einschiffig. Ihr Innenraum hat eine trapezförmige Holzdecke und ist reich an geschnitzten Emporen und Gestühl. Der Altar von 1682 und die Kanzel von 1687 sind einfache Schnitzwerke, verbunden mit unbedeutenden Ölgemälden. Von der gotischen Ausstattung blieben ein Kruzifix aus der Zeit um 1515 und ein Messkelch von etwa 1380 bis 1400 erhalten.
Im Jahre 1822 erhielt die Kirche eine Orgel, die von Johann Scherweit aus Königsberg (Preußen) (russisch Kaliningrad) erbaut wurde. Die Glocken trugen die Daten 1771, 1772 und 1834.
1817/18 zerstörte ein Orkan das Kirchendach und den Turm, was erhebliche Reparaturmaßnahmen nach sich zog. 1911 erfolgte eine Grundrenovierung des gesamten Gebäudes. In den Jahren nach 1945 wurden weitere Umbaumaßnahmen vorgenommen, um den Kirchenraum dem veränderten – weil dann katholischen – Gebrauch anzupassen. Außerdem erhielt die Kirche den Namen des Täufers Johannes („Kościół św. Jana Chrzciciela“). Aufgefundene Epitaphe (u. a. der Familie Truchseß von Wetzhausen) wurden in das Lapidarium der St.-Georg-Kirche in Kętrzyn (Rastenburg) verbracht.

## Kirchengemeinde

### Evangelisch

#### Kirchengeschichte
Die Gründung einer Kirche in Langheim wird auf das Jahr 1367 datiert Mit der Einführung der Reformation in Ostpreußen wurde die Kirche evangelisch. Von 1533 vis 1538 war Groß Schwansfeld (polnisch Łabędnik) mit Langheim verbunden, Bereits 1528 war die Kirche Gudnick (polnisch Gudniki) zu Langheim gelegt worden – bis zum Jahre 1692, abermals wieder von 1736 bis 1768 und endgültig ab 1870. Der Pfarrsitz der beiden verbundenen Kirchengemeinden Langheim und Gudnick blieb in Langheim, das bis 1945 in den Kirchenkreis Rastenburg (polnisch Kętrzyn) in der Kirchenprovinz Ostpreußen der Kirche der Altpreußischen Union gehörte.
Im Jahre 1925 zählten beide Kirchengemeinden zusammen 5000 Gemeindeglieder, von denen 2200 zum Sprengel Langheim und 2800 zum Sprengel Gudnick gehörten. Das Kirchenpatronat oblag für beide Kirchen der von der Groebenschen Familienstiftung mit Sitz in Langheim.
Flucht und Vertreibung der einheimischen Bevölkerung in den 1940er Jahren setzten dem Leben der evangelischen Kirche in Langheim ein Ende. Evangelische Einwohner gehören heute zur Pfarrei in Kętrzyn (Rastenburg) mit der Filialkirche in Bartoszyce (Bartenstein) innerhalb der Diözese Masuren der Evangelisch-Augsburgischen Kirche in Polen.

#### Kirchspielorte (bis 1945)
Zum Sprengel Langheim der Pfarre Langheim-Gudnick gehörten bis 1945 zwanzig Dörfer, Ortschaften bzw. Wohnplätze:
| Deutscher Name | Polnischer Name |  | Deutscher Name       | Polnischer Name |
| -------------- | --------------- |  | -------------------- | --------------- |
| Dreihöfen      | Trzeciaki       |  | Langwäldchen         | Długi Lasek     |
| Eichenau       | Dąb             |  | Ludwigsfelde         |                 |
| Freifelde      |                 |  | Scharkeim            | Sarkajmy        |
| * Glaubitten   | Głowbity        |  | Sprenglienen         |                 |
| Grützau        | Gnojewo         |  | * Sußnick            | Suśnik          |
| Hartels        | Dzierżążnik     |  | Tamperboths          | Krzeszewo       |
| Heinriettenhof | Wygoda          |  | * Wendehnen          | Wandajny        |
| Kätzels        | Kociól          |  | Wotterkeim (Dorf)    | Kowalewo Małe   |
| Kremitten      | Krzemity        |  | Wotterkeim (Vorwerk) | Kowalewo Duże   |
| * Langheim     | Łankiejmy       |  | * Zandersdorf        | Swędrówka       |

#### Pfarrer (bis 1945)
Von der Reformation bis zum Ende des Zweiten Weltkriegs amtierten an der Kirche Langheim als evangelische Geistliche:
- NN., 1538
- Johann Wagner, 1554/1567
- NN., bis 1574
- N. Martinus, ab 1574
- Matthäus Waissel, 1574–1587
- Samuel Hebelius, 1590–1594
- Jonas Wolstein, ab 1594
- Michel Cuderus, 1598–1613
- Martin Romanus, 1629
- Christoph Romanus, 1664–1668
- Matthias Roscius, ab 1670
- Johann Heinrich Frouwen, 1679–1704
- Johann Christoph Friese, 1704–1724
- Daniel Friedrich Weber, 1724–1783
- Friedrich Wilhelm Schumacher, 1777–1790
- Johann Christoph Pflüger, 1790–1803
- Christoph Mich. Nietzki, 1803–1814
- Ferdinand Leopold Neumann, 1815–1854
- Otto Friedrich W. Biermann, 1854–1901[8]
- Paul Ernst Alb. Nietzki, 1901–1909
- Hermann Georg A. Poetz, 1909–1913
- Hans Fr. K.L. Zollenkopf, 1913–1934
- Franz Geist, ab 1934
- Hermann Paulokat, 1938
- Curt Schlösser, 1939–1945

#### Kirchenbücher
Von den Kirchenbuchunterlagen der Pfarre Langheim sind erhalten:
- Taufen: 1672 bis 1765[9] und 1810 bis 1835 sowie 1847 bis 1911[10]
- Trauungen: 1672 bis 1765[9]
- Begräbnisse: 1672 bis 1765[9].

### Katholisch
Vor 1945 lebten in Langheim nur wenige Katholiken. Sie waren nach Sturmhübel (polnisch Grzęda) bzw. Korschen (polnisch Korsze) im Bistum Ermland eingepfarrt. Ihre Zahl stieg stark an, als nach 1945 sich polnische Neubürger mit fast ausnahmslos katholischer Konfession sich in Łankiejmy ansiedelten und die bisher evangelische Kirche als ihr Gotteshaus beanspruchten. In Łankiejmy entstand eine eigene Pfarrei, die dem Dekanat Reszel (deutsch Rößel) im jetzigen Erzbistum Ermland zugehört. Der Pfarrei angegliedert sind die Filialorte Kraskowo (Schönfließ) und Wandajny (Wendehnen).